# 正大广场 (福州)
正大广场（福州）位于福州市鼓楼区五一中路18号，位置靠近五一广场。

## 历史
正大广场（福州）自2006年7月15日试营业，开业以来曾因传出人气冷清导致商户退场及物业公司大肆裁员而话题不断。